# クリス・ヒントン
クリス・ヒントン（Chris Hinton, 1961年7月31日- ）はイリノイ州シカゴ出身の元アメリカンフットボール選手。NFLで13年間タックルやガードとして活躍した。

## 経歴
1983年のNFLドラフトの1巡目全体4位でノースウェスタン大学からデンバー・ブロンコスに指名されたがその6日後に、いの一番指名をされたジョン・エルウェイとのトレードでボルチモア・コルツ（1984年よりインディアナポリス・コルツ）に入団した。この年USFLからもドラフト1巡目で指名を受けた。コルツでは7シーズン中6回プロボウルに選出された。
その後1990年のNFLドラフトでコルツがいの一番指名権を得てジェフ・ジョージを獲得するためにアンドレ・ライズンと共にアトランタ・ファルコンズに移籍した。このトレードもあり、彼とドラフト同期で1987年途中からコルツに加入していたエリック・ディッカーソンはトレーニングキャンプ及びシーズン序盤を欠場した。1994年に大学時代の恩師であるデニス・グリーンがヘッドコーチを務めるミネソタ・バイキングスに移籍、1995年引退している。
彼はジョージア州アルファレッタでワイン店を経営している。
現役引退後、彼は多くの選手と同じように長年のプレーの後遺症に悩んでおり2005年に彼は「3年前までは何の問題もなかったが息子とサッカーをする際にひざに痛みが走り医者には手術を勧められている。」と語っている。

## 人物
- ノースウェスタン大学時代のヘッドコーチはデニス・グリーンである。
- 彼は1983年のドラフトで全体6位指名権を持った地元シカゴ・ベアーズへの入団を希望していた。ドラフトの際、全体4位指名権を持つデンバー・ブロンコスからベアーズのGM、ジム・フィンクスにトレードアップの提案があったがフィンクスはこれを拒否、ベアーズへの入団は実現しなかった[7]。